# Пирятинская улица (Прилуки)
Пиря́тинская у́лица (укр. Пиря́тинська ву́лиця) — существует с давних времён, как дорога на Пирятин, которая начиналась от Пирятинской брамы Прилукской крепости. После начала застройки города по генплану 1802 года Пирятинский шлях начинался от современной Автостанции «Прилуки». В 1934 году была переименована в улицу Дзержинского, в честь Ф. Э. Дзержинского. Но в 2001 году ей вернули историческое название — Пирятинская.

## Этимология годонима
Названа в честь города Пирятин.

## Трассировка
Улица берёт своё начало от кольцевого пересечения улиц 1-го Мая, Гвардейской и Котляревского. В конце переходи в автодорогу Т-25-01, ведущую в Пирятин.

Пересекается улицами:
- Пирятинский переулок
- улица Сечевых Стрельцов
- Железнодорожная улица
- Промышленная улица
- улица Дружбы Народов

## Здания, сооружения, места
Застроена предприятиями и частными жилыми домами. Заканчивается домами № 116 и 129.
- 2 — Автовокзал
- 14 — "Маэстро Авто", авторазборка и лимузин сервис
- 45 — Прилукский хлебозавод
- 127 — АТП-17461
- Южная промзона

## Транспорт
Автобус: 2, 2а, 3, 13, 30

Остановки: Автовокзал, Мебельный комбинат, ул. Железнодорожная, ул. Войкова, Ж/д переезд, Промзона.